# Побрежие
Побрежие, още Бръшлянска низина, Мартенска низина, Сандровска низина (до 29 юни 1942 г. Елията) е крайдунавска низина в Северна България, Източната Дунавска равнина, области Русе и Силистра. Това е най-голямата крайдунавска българска низина.
Низината се простира покрай десния бряг на река Дунав, от Русе до Тутракан на протежение от 60,7 км, а ширината ѝ варира от 10 до 15 км. На юг низината постепенно се повишава към Лудогорието. Площта ѝ е 420,6 km2 и е най-голямата крайдунавска низина в България.
Побрежието се състои от две различни по височина и площ части:
- Ниска, заливна част, известна с имената Бръшлянска, Мартенска или Сандровска низина. Тя представлява заливна речна тераса покрай брега на река Дунав с площ около 100 км2 и ширина около 3 – 4 км. Тя е издигната на 3 – 6 м над нивото на реката. Изградена е от дунавски наноси, съчетани с високи подпочвени води и алувиално-ливадни блатни почви. В миналото, преди извършването на отводнителни мероприятия големи части от нея са били заблатени (Голямото блато, Калимок и др.). Сега от тези блата са останали малки участъци североизточно от селата Бабово и Нова Черна, обиталища на прелетни птици.[2]
- Високата незаливна част е остатък от три надзаливни речни тераси, с превишение от 10 до 55 м над нивото на река Дунав. Площта ѝ е около 320 км2, а ширината ѝ до 8 – 10 км и заема южните, по-високи части на низината. Тази част от низината е образувана в кредни скали, припокрити с алувиални наноси и льос, с максимална мощност около 30 м. Цялата тази висока част на низината е навълнена от дълги и ниски ридчета, т.нар. гредове, а подпочвените води в сравнение с ниската част са на по-дълбок хоризонт. Тук почвите са черноземни и добре стопански усвоени.[2]

Климатът на низината е умерено-континентален със средна януарска температура от -2,5 °C, а средна юлска температура 23 – 24 °C. Средно годишното количество на валежиет е 550 мм, което е недостатъчно за развитието на земеделските култури и за тази цел е изградена т.нар. Бръшлянска напоителна система. Освен основните зърнени култури, слънчоглед и захарно цвекло в низината големи площи са заети от лозя и овощни градини (главно кайсии). Източната част на низината е пресечено от суходолието на Топчийска река, десен приток на Дунав.
В низината са разположени 15 населени места, в т.ч. 2 града и 13 села:
- Област Русе

- Община Русе – Мартен, Николово, Просена, Сандрово;
- Община Сливо поле – Бабово, Борисово, Бръшлен, Голямо Враново, Малко Враново, Ряхово, Сливо поле, Стамболово;

- Област Силистра

- Община Тутракан – Нова Черна, Старо село, Цар Самуил.

По цялата низина от запад на изток, на протежение от 46,5 км от Русе до Тутракан преминава участък от второкласен път № 21 от Държавната пътна мрежа Русе – Тутракан – Силистра.

## Други
На Бръшлянската низина е наречена улица в квартал „Люлин“ в София (Карта).

## Топографска карта
- Лист от карта K-35-5. Мащаб: 1 : 100 000.
- Лист от карта L-35-137. Мащаб: 1 : 100 000.
- Лист от карта L-35-138. Мащаб: 1 : 100 000.